# Цахкунк (Гегаркунік)
Цахкунк (вірм. Ծաղկունք) — село в марзі Гегаркунік, на сході Вірменії. Село розташоване на правому березі річки Раздан, за 9 км на північний захід від міста Севан, за 4 км на північ від села Гегамаван, за 5 км на північний захід від села Варсер та за 5 км на схід від села Ддмашен.
Назву "Цакхунк" носить один із сортів винограду пізнього періоду дозрівання. Уродженцем Цахкунку є академік Національної академії наук Вірменії акустофізік Альпік Рафаелович Мкртчян.